# 日野紗里亜
日野 紗里亜（ひの さりあ、1987年11月26日 - ）は、日本の政治家。国民民主党所属の衆議院議員（1期）。

## 来歴
東京都に生まれ、愛知県名古屋市名東区で育つ。名古屋市立猪高小学校、名古屋市立猪高中学校、東邦高等学校、愛知学院大学法学部卒業。
2018年8月、一般社団法人あいち多胎ネットを設立した。
2022年11月18日、衆議院選挙区の新しい区割りである「10増10減」の改正公職選挙法案が参議院で可決された。愛知県内の選挙区は15から16に増え、愛知7区の区域は「大府市、尾張旭市、豊明市、日進市、長久手市、愛知郡」に変わった。
2023年9月5日、国民民主党が次期衆議院議員選挙の愛知7区に日野を擁立する方針を固めたことが中日新聞により報じられた。
2024年の第50回衆議院議員総選挙に出馬し、小選挙区で初当選。愛知7区には日野の他に、自由民主党前職の鈴木淳司と日本共産党の鈴木弘一の3人が立候補したが、このうち鈴木淳司は自民党の政治資金パーティー裏金事件への関与から比例代表の重複立候補が認められなかった。報道各社の序盤情勢調査から日野の優勢が報じられ、開票結果を待たず当選確実が伝えられた。自民党は政治とカネの問題や統一教会問題などを抱え、落選した鈴木は議席を失った。

## 選挙歴
| 当落 | 選挙                   | 執行日         | 年齢 | 選挙区      | 政党       | 得票数     | 得票率 | 定数 | 得票順位 /候補者数 | 政党内比例順位 /政党当選者数 |
| ---- | ---------------------- | -------------- | ---- | ----------- | ---------- | ---------- | ------ | ---- | ------------------ | ---------------------------- |
| 当   | 第50回衆議院議員総選挙 | 2024年10月27日 | 36   | 愛知県第7区 | 国民民主党 | 11万1406票 | 55.88% | 1    | 1/3                | /                            |